# Brazil labdarúgó-bajnokság (harmadosztály)
A Campeonato Brasileiro de Clubes da Série C (ismertebb nevén Série C) a brazil labdarúgó-bajnokságok harmadik szintje 1981 óta. Jelenleg húsz csapat a tagja. A szezonok májustól decemberig tartanak, és két csoportban zajlanak. A részt vevő csapatok két alkalommal mérkőznek meg egymással, egyszer hazai, egyszer idegen pályán. Mindkét csoport első négy helyezettje egyenes kieséses rendszerrel dönti el a bajnoki cím sorsát. Az elődöntőbe jutott négy együttes a Série B-ben folytathatja további szereplését.

## A 2015-ös szezon résztvevői
| Csapat            | Város             | Állam | Stadion            | Férőhely |
| ----------------- | ----------------- | ----- | ------------------ | -------- |
| Águia de Marabá   | Marabá            | PA    | Zinho de Oliveira  | 5 000    |
| América de Natal  | Natal             | RN    | Arena das Dunas    | 31 375   |
| ASA               | Arapiraca         | AL    | Fumeirão           | 12 000   |
| Botafogo (PB)     | Joao Pessoa       | PB    | Almeidão           | 45 000   |
| SER Caxias        | Caxias do Sul     | RS    | Centenário         | 30 822   |
| Brasil de Pelotas | Pelotas           | RS    | Bento Freitas      | 18 000   |
| Confiança         | Aracaju           | SE    | Batistão           | 14 000   |
| Cuiabá            | Cuiabá            | MT    | Arena Pantanal     | 42 968   |
| Fortaleza         | Fortaleza         | CE    | Presidente Vargas  | 20 268   |
| Guarani           | Campinas          | SP    | Brinco de Ouro     | 32 453   |
| Guaratinguetá     | Guaratinguetá     | SP    | Ninho da Garça     | 16 095   |
| Icasa             | Juazeiro do Norte | CE    | Romeirão           | 16 000   |
| Juventude         | Caxias do Sul     | RS    | Alfredo Jaconi     | 23 726   |
| Londrina          | Londrina          | PR    | Estádio do Café    | 31 036   |
| Madureira         | Rio de Janeiro    | RJ    | Conselheiro Galvão | 5 400    |
| Portuguesa        | São Paulo         | SP    | Estádio do Canindé | 21 004   |
| Salgueiro         | Salgueiro         | PE    | Salgueirão         | 11 000   |
| Tombense          | Tombos            | MG    | Estádio dos Tombos | 3 050    |
| Tupi              | Juiz de Fora      | MG    | Mario Helênio      | 31 863   |
| Vila Nova         | Goiânia           | GO    | Serra Dourada      | 50 049   |

## Az eddigi győztesek
| Klub                | Állam | Bajnoki cím |
| ------------------- | ----- | ----------- |
| Atlético Goianiense |       | 2           |
| Vila Nova           |       | 2           |
| ABC Natal           |       | 1           |
| América Mineiro     |       | 1           |
| Avaí                |       | 1           |
| Boa                 |       | 1           |
| Bragantino          |       | 1           |
| Brasiliense         |       | 1           |
| Criciúma            |       | 1           |
| Paulista Jundiaí    |       | 1           |
| Fluminense          |       | 1           |
| Ituano              |       | 1           |
| Joinville           |       | 1           |
| Macaé               |       | 1           |
| Novorizontino       |       | 1           |
| Oeste               |       | 1           |
| Olaria              |       | 1           |
| Operário (PR)       |       | 1           |
| Remo                |       | 1           |
| Sampaio Corrêa      |       | 1           |
| Santa Cruz          |       | 1           |
| Tuna Luso           |       | 1           |
| União Barbarense    |       | 1           |
| União São João      |       | 1           |
| XV de Piracicaba    |       | 1           |